# Ferdinand Raimund
Ferdinand Raimund (1. juni 1790 i Wien—5. september 1836 i Pottenstein (Nedreøstrig) var en østrigsk skuespiller og dramatisk forfatter. 
Raimund forlod sin konditorlære for at slutte sig til et rejsende skuespillerselskab, hvorfra han 1813 fik ansættelse ved Josephstädter-teatret i Wien; 1817 kom han til Leopoldstädter-teatret, hvis direktør han var 1828—30. Her arbejdede han sammen med komponisten Wenzel Müller. Ihvorvel Raimund havde talent for udførelsen af lokalkomiske roller, var det udelukkende hans gerning som forfatter til en række folkeligromantiske lystspil, der bragte hans navn til eftertiden, for eksempel Der Alphenkönig und der Menschenfeind (opført 1838 på det Kongelige Teater), Der Diamant des Geisterkönigs, som H.C. Andersen 1840 bearbejdede til Meer end Perler og Guld, en moralsk folkekomedie, der havde stor betydning for Casino i dets første periode og endnu er opført i København i forrige århundrede. Sangene var vigtige momenter i Raimunds arbejder, navnlig kupletten, hvis indførelse på tysktalende scener skyldtes ham. Hans komedier var forbilledet for Thomas Overskous og Jens Christian Hostrups dramatiske virksomhed; deres lystspil kunne ligeledes være en blanding af samtidige virkelighedsbilleder og trolddomsagtige situationer (for eksempel i Capriciosa og En Spurv i Tranedans). Fra 1830 gav Raimund gæsteroller i sine egne komedier på andre scener, men allerede 1884 trak han sig tilbage til privatlivet på et landsted, hvor han i skræk for følgerne af et hundebid skød sig selv. Hans Sämtliche Werke udkom 1837 i 4 bind; ny udgave ved Glossy og Sauer 1881.